# Ludwik Kadler
Ludwik Krystian Paweł Kadler (ur. 15 kwietnia 1838 w Warszawie, zm. 15 listopada 1899 tamże) — polski lekarz.

## Życiorys
Urodził się 15 kwietnia 1838 w Warszawie w rodzinie Chrystiana i jego żony Izabelli Józefy z domu Lewińskiej. W 1856 ukończył Gimnazjum Realne w Warszawie oraz podjął studia w 1858 na Akademii Medyko-Chirurgicznej w Warszawie. W roku następnym przeniósł się na studia do Wiednia. Stopień doktora medycyny otrzymał 8 lipca 1865 na Uniwersytecie Jagiellońskim w Krakowie.
Po powrocie do Warszawy pracował w szpitalu cholerycznym i w 1869 razem z dr Henrykiem Podowskim założył prywatny zakład dla chorych na syfilis i innych chorób skórnych. Publikował wiele prac w "Gazecie Lekarskiej". W 1893 opublikował "O środkach ochronnych od chorób wenerycznych".
Żonaty z Wandą Marią Nalepińską i mieli trójkę dzieci: Witolda, Bolesława, Wandę. Zmarł 15 listopada 1899 w Warszawie i pochowany został na Cmentarzu ewangelicko-augsburskim w Warszawie.